# Lauren Stephens
Lauren Stephens (Mesquite, 28 december 1986) is een Amerikaans wielrenster. Tussen 2013 en 2017 reed ze vijf seizoenen voor Team TIBCO-SVB, in 2018 voor Cylance Pro Cycling en vanaf 2019 weer bij Team TIBCO-SVB, dat in 2022 verder ging als EF Education-TIBCO-SVB. In 2024 reed ze bij Cynisca Cycling.

## Carrière
Stephens werd op haar 26e begin 2013 professioneel wielrenster. In de loop der jaren specialiseerde ze zich vooral in het tijdrijden. Ze won tijdritten in onder andere de Ronde van San Luis, Ronde van de Gila, Ronde van Thüringen en de Tour de l'Ardèche en in 2017 won ze de Canadese tijdrit Chrono Gatineau. In 2015 won ze bovendien de eerste etappe en het eindklassement van de Joe Martin Stage Race. Stephens won in 2018 de ReVolta, de Ronde van Catalonië bij de vrouwen, en in 2020 won ze het eind- en puntenklassement van de Tour de l'Ardèche. In 2021 werd ze Amerikaans kampioene op de weg.

## Palmares
2014
- Eindklassement Cascade Cycling Classic

2015
1e etappe (ITT) Joe Martin Stage Race
 Eindklassement Joe Martin Stage Race
 Puntenklassement O cenu Českého Švýcarska
4e etappe (ITT) Ronde van San Luis
3e etappe (ITT) Ronde van de Gila
2e etappe (ITT) Tour de l'Ardèche
2016
4e etappe (ITT) Ronde van San Luis
4e etappe Joe Martin Stage Race
2017
Chrono Gatineau (ITT)
Winston-Salem Cycling Classic
4e etappe (ITT) Ronde van Thüringen
3e etappe (ITT) Tour de l'Ardèche
 Amerikaans kampioenschap tijdrijden
2018
ReVolta
2020
Eind- en puntenklassement Tour de l'Ardèche
2021
 Amerikaans kampioene op de weg
2023
2e etappe Joe Martin Stage Race
 Wegwedstrijd op de Pan-Amerikaanse Spelen
2024
Clásica de Almería
3e etappe Ronde van Normandië
1e en 3e (ITT) etappe Ronde van de Gila
Eind- en bergklassement Ronde van de Gila
 Pan-Amerikaans kampioenschap tijdrijden, elite
 Pan-Amerikaans kampioene op de weg, elite
2025
1e (ITT), 2e en 3e etappe Ronde van de Gila
Eind-, punten- en bergklassement Ronde van de Gila
1e, 3e en 5e etappe Tour de Bloom
Eind- en bergklassement Tour de Bloom
 Amerikaans kampioenschap op de weg, elite

### Resultaten in voornaamste wedstrijden
| Jaar | Gent-Wevelgem | Ronde van Vlaanderen | Parijs-Roubaix | Amstel Gold Race | Luik-Bast.‑Luik | Strade Bianche | Waalse Pijl | Classic Lorient Agglomération |  | WK op de weg |
| ---- | ------------- | -------------------- | -------------- | ---------------- | --------------- | -------------- | ----------- | ----------------------------- |  | ------------ |
| 2014 |               |                      |                |                  |                 |                |             | opgave                        |  |              |
| 2015 |               |                      |                |                  |                 |                |             | 28e                           |  | opgave       |
| 2016 | 54e           | opgave               |                |                  |                 | 28e            |             |                               |  | 83e          |
| 2017 |               |                      |                |                  |                 | 19e            |             | 7e                            |  | 61e          |
| 2018 |               |                      |                | 32e              | 26e             | opgave         | 47e         |                               |  |              |
| 2019 | opgave        | 93e                  |                | opgave           | opgave          |                | opgave      | 25e                           |  |              |
| 2020 | 6e            | 9e                   |                |                  | 31e             | 42e            | 15e         |                               |  | 11e          |
| 2021 | 10e           | 68e                  | buit.tijd      | 57e              | opgave          | 26e            | 47e         |                               |  | 106e         |
| 2022 |               |                      |                | 106e             | 62e             |                | 47e         | 25e                           |  | opgave       |
| 2023 | 51e           | 55e                  | opgave         |                  |                 | 20e            |             |                               |  | 18e          |
| 2024 |               |                      |                |                  |                 |                |             |                               |  | 31e          |

## Ploegen
- 2013 –  Team TIBCO-To The Top
- 2014 –  Team TIBCO-To The Top
- 2015 –  Team TIBCO-SVB
- 2016 –  Team TIBCO-SVB
- 2017 –  Team TIBCO-SVB
- 2018 –  Cylance Pro Cycling
- 2019 –  Team TIBCO-SVB
- 2020 –  Team TIBCO-SVB
- 2021 –  Team TIBCO-SVB
- 2022 –  EF Education-TIBCO-SVB
- 2023 –  EF Education-TIBCO-SVB
- 2024 –  Cynisca Cycling

Albrecht · Bruderer · Buss · Drexel · Fischer · Hammes · Myers · Park · Ryan · Stephens · Tetrick · Walle
Breck · Bronzini · Doebel-Hickok · Erić · Gutiérrez · Keough · Ratto · Shapira · Stephens · Tagliaferro
Albrecht · Bruderer · Chapman · Cobb · Dixon · Drexel · Guarnier · Jackson · Kessler · Lucas · Malseed · Marcolini · Newsom · Ryan · Slik · Stephens
Bruderer · Clevenger · Crooks · Dixon · Faulkner · Gigante · Kessler · Lucas · Malseed · Newsom · Peñuela · Ryan · Stephens
Buurman · Dixon · Erath · Ewers · Faulkner · Frain · Gigante · Honsinger · Kessler · Langley · Newsom · Peñuela · Smith · Stephens · Ward · Yonamine
Bäckstedt (vanaf 1/8) · Banks · Borghesi · Erath · Doebel-Hickok · Ewers · Hammes · Honsinger · Langley · Newsom · Poidevin · Shapira · Smith · Stephens · Vallieres
Bäckstedt (tot 31/8) · Banks · Beuling (vanaf 20/4) · Borghesi · Doebel-Hickok · Ewers · Hammes · Honsinger · Jackson · Langley · Poidevin · Shapira · Smith · Stephens · Vallieres · Williams